# Municipio de Sugar Camp
El municipio de Sugar Camp (en inglés: Sugar Camp Township) es un municipio ubicado en el condado de Cleburne en el estado estadounidense de Arkansas. En el año 2010 tenía una población de 427 habitantes y una densidad poblacional de 8,9 personas por km².

## Geografía
El municipio de Sugar Camp se encuentra ubicado en las coordenadas 35°39′7″N 92°7′12″O / 35.65194, -92.12000. Según la Oficina del Censo de los Estados Unidos, el municipio tiene una superficie total de 47.98 km², de la cual 47,04 km² corresponden a tierra firme y (1,96 %) 0,94 km² es agua.

## Demografía
Según el censo de 2010, había 427 personas residiendo en el municipio de Sugar Camp. La densidad de población era de 8,9 hab./km². De los 427 habitantes, el municipio de Sugar Camp estaba compuesto por el 98,83 % blancos, el 0,7 % eran amerindios y el 0,47 % eran de una mezcla de razas. Del total de la población el 0,7 % eran hispanos o latinos de cualquier raza.